# If You're Feeling Sinister
If You're Feeling Sinister è il secondo album discografico in studio del gruppo musicale scozzese Belle and Sebastian, pubblicato nel 1996.

## Tracce
Tutte le tracce sono state scritte da Stuart Murdoch.
1. The Stars of Track and Field - 4:46
2. Seeing Other People - 3:47
3. Me and The Major - 3:50
4. Like Dylan in the Movies - 4:11
5. The Fox in The Snow - 3:58
6. Get Me Away From Here, I'm Dying - 3:25
7. If You're Feeling Sinister - 5:17
8. Mayfly - 3:38
9. The Boy Done Wrong Again - 4:16
10. Judy and The Dream of Horses - 3:40

## Critica
| Recensione    | Giudizio       |
| ------------- | -------------- |
| Ondarock      | Pietra miliare |
| Rolling Stone |                |
| AllMusic      |                |

L'album è stato acclamato dalla critica: il portale AllMusic e quello della rivista Rolling Stone lo giudicano con il massimo dei voti (5/5).
Nel 2003 Pitchfork lo ha posizionato al 14º posto dei migliori album degli anni '90. Nel 2012 la rivista Spin lo ha posizionato al 59º posto della classifica relativa ai "migliori 125 album degli ultimi 25 anni". Inoltre l'album è stato inserito nel libro 1001 Albums You Must Hear Before You Die ("1001 album da ascoltare prima di morire") scritto da una serie di critici musicali.

## Formazione
- Stuart Murdoch - voce, chitarra, piano
- Stuart David - basso
- Isobel Campbell - violoncello, voce, percussioni, registrazione
- Chris Geddes - tastiere, piano
- Richard Colburn - batteria
- Stevie Jackson - chitarra, voce
- Sarah Martin - violino, registrazione, percussioni
- Mick Cooke - tromba